# Plocamostethus
Plocamostethus is een geslacht van kevers uit de familie van de loopkevers (Carabidae). De wetenschappelijke naam van het geslacht is voor het eerst geldig gepubliceerd in 1940 door Britton.

## Soorten
Het geslacht Plocamostethus omvat de volgende soorten:
- Plocamostethus planiusculus (White, 1846)
- Plocamostethus scribae Johns, 2007